# Васильченко Ілля Юхимович
Ілля Юхимович Васи́льченко (1 серпня 1916, Троїцьк — 29 лютого 1992, Харків) — український живописець і графік; член Харківської організації Спілки художників України з 1963 року. Чоловік художниці Інни Городецької.

## Біографія
Народився 19 липня [1 серпня] 1916 року в місті Троїцьку (тепер Челябінська область, Росія). Вчився в робітничих студіях образотворчого мистецтва. Брав участь у німецько-радянській війні. Нагороджений орденом Слави III ступеня (24 вересня 1966), медаллю «За перемогу над Німеччиною» (9 травня 1945). Член КПРС.
У 1940–1950-ті роки працював у Харківських художніх майстернях Художнього фонду УРСР. Жив у Харкові, в будинку на вулиці Отакара Яроша № 21а, квартира 31. Помер у Харкові 29 лютого 1992 року.

## Творчість
Працював в галузі станкового живопису та станкової графіки. Серед робіт:
- «Гори в Гурзуфі» (1950);
- «Діти» (1954);
- «У горах Алатау» (1957);
- триптих «Дружба» (1960);
- «Дорога до селища» (1960);
- «У студії» (1961);
- «Думи» (1961, разом з Інною Городецькою);
- «Ланкова П. Степаненко» (1961);
- «Свято бавовни» (1961);
- «Карл Маркс та Фрідріх Енгельс за роботою» (1962);
- «У глибині сибірських руд» (1963);
- «Рибалки колгоспу „Росія“» (1967);
- «Революційна варта» (1970);
- «Великий лабрадорит» (1972);
- «На рідній землі» (1973);
- «Будівництво харківського метрополітену» (1974);
- «Лісове мереживо» (1974, картон, олія);
- «Метробудівці» (1975).

Брав участь у республіканських виставках з 1957 року.